# Campeonato Mundial de Ajedrez 2023
El Campeonato Mundial de Ajedrez 2023 fue un evento deportivo organizado por la Federación Internacional de Ajedrez (FIDE) que se disputó en Astaná (Kazajistán) del 7 al 30 de abril del 2023. Tras la renuncia del vigente Campeón del Mundo (2013-2023), Magnus Carlsen, se enfrentaron el ruso Ian Nepomniachtchi y el chino Ding Liren, respectivamente primer y segundo clasificado del Torneo de Candidatos de 2022.

## Organización

### Reglas del torneo
Se juegan 14 partidas. Se dan 120 minutos para los primeros 40 movimientos, 60 para los 20 siguientes, y 15, con incremento de 30 segundos por movimiento, para el resto del juego. Se declara ganador al participante que alcance primero los 7,5 puntos. En caso de empate, se disputan 4 partidas rápidas de 25 minutos con 10 segundos de incremento y, de persistir la situación, se juegan 2 partidas relámpago de 5 minutos con 3 segundos de incremento, que se pueden repetir hasta cinco veces. Si aun así sigue el empate, se jugaría una partida en la que las blancas tendrían 5 minutos y las negras 4 minutos y la ventaja de que le bastarían tablas para ganar el campeonato.

## Calendario y resultados
Las partidas comienzan a las 15:00 hora local (ALMT), que es a las 09:00 UTC.
| \| Fecha \| Evento \| \| ----------- \| --------------------- \| \| 7 de abril \| Ceremonia de apertura \| \| 8 de abril \| Día de los medios \| \| 9 de abril \| Partida 1 \| \| 10 de abril \| Partida 2 \| \| 11 de abril \| Día de descanso \| \| 12 de abril \| Partida 3 \| \| 13 de abril \| Partida 4 \| \| 14 de abril \| Día de descanso \| \| 15 de abril \| Partida 5 \| \| 16 de abril \| Partida 6 \| \| 17 de abril \| Día de descanso \| \| 18 de abril \| Partida 7 \| \| 19 de abril \| Día de descanso \| \| 20 de abril \| Partida 8 \| \| 21 de abril \| Partida 9 \| \| 22 de abril \| Día de descanso \| \| 23 de abril \| Partida 10 \| \| 24 de abril \| Partida 11 \| \| 25 de abril \| Día de descanso \| \| 26 de abril \| Partida 12 \| \| 27 de abril \| Partida 13 \| \| 28 de abril \| Día de descanso \| \| 29 de abril \| Partida 14 \| \| 30 de abril \| Desempates \| \| 1 de mayo \| Ceremonia de clausura \| |                       |
| Fecha | Evento                |
| 7 de abril | Ceremonia de apertura |
| 8 de abril | Día de los medios     |
| 9 de abril | Partida 1             |
| 10 de abril | Partida 2             |
| 11 de abril | Día de descanso       |
| 12 de abril | Partida 3             |
| 13 de abril | Partida 4             |
| 14 de abril | Día de descanso       |
| 15 de abril | Partida 5             |
| 16 de abril | Partida 6             |
| 17 de abril | Día de descanso       |
| 18 de abril | Partida 7             |
| 19 de abril | Día de descanso       |
| 20 de abril | Partida 8             |
| 21 de abril | Partida 9             |
| 22 de abril | Día de descanso       |
| 23 de abril | Partida 10            |
| 24 de abril | Partida 11            |
| 25 de abril | Día de descanso       |
| 26 de abril | Partida 12            |
| 27 de abril | Partida 13            |
| 28 de abril | Día de descanso       |
| 29 de abril | Partida 14            |
| 30 de abril | Desempates            |
| 1 de mayo | Ceremonia de clausura |

|                   | ELO  | 1 | 2 | 3 | 4 | 5 | 6 | 7 | 8 | 9 | 10 | 11 | 12 | 13 | 14 | Puntos |
| ----------------- | ---- | - | - | - | - | - | - | - | - | - | -- | -- | -- | -- | -- | ------ |
| Ding Liren        | 2788 | ½ | 0 | ½ | 1 | 0 | 1 | 0 | ½ | ½ | ½  | ½  | 1  | ½  | ½  | 7      |
| Yan Nepómniashchi | 2795 | ½ | 1 | ½ | 0 | 1 | 0 | 1 | ½ | ½ | ½  | ½  | 0  | ½  | ½  | 7      |

|                   | ELO  | 15 | 16 | 17 | 18 | Puntos | Resultado final |
| ----------------- | ---- | -- | -- | -- | -- | ------ | --------------- |
| Yan Nepómniashchi | 2761 | ½  | ½  | ½  | 0  | 1½     | 7(1½)           |
| Ding Liren        | 2829 | ½  | ½  | ½  | 1  | 2½     | 7(2½)           |